# فريدريكا فونتانا
فريدريكا فونتانا (بالإيطالية: Federica Fontana)‏ هي عارضة إيطالية، ولدت في 30 أبريل 1977 في مونزا في إيطاليا.

## وصلات خارجية
- فريدريكا فونتانا على موقع IMDb (الإنجليزية)
- فريدريكا فونتانا على موقع دليل عارضات الأزياء (الإنجليزية)